# Targionia fabianae
Targionia fabianae är en insektsart som beskrevs av Leonardi 1911. Targionia fabianae ingår i släktet Targionia och familjen pansarsköldlöss. Inga underarter finns listade i Catalogue of Life.